# Achille II. de Harlay
Achille (II.) de Harlay (* 1606; † 7. Juni 1671) war ein französischer Magistrat aus der Familie Harlay
Er war Comte de Beaumont, Seigneur de Dollot, de Stains.

## Leben
Achille (II.) de Harlay war der älteste Sohn von Christophe (II.) de Harlay († 1615) und Anne Rabot, Dame d’Illins.
Von 1628 bis 1635 war er Conseiller au Parlement de Paris, vom 17. Dezember 1635 bis 1661 Maître des requêtes, vom 20. August 1661 bis 1667 Conseiller d’État und Procureur général.

## Ehe und Familie
Achille (II.) de Harlay heiratete am 18. Oktober 1638 Jeanne-Marie de Bellièvre (* 1617; † 11. Februar 1657), Tochter von Nicolas de Bellièvre, Seigneur de Grignon, Président à mortier du Parlement de Paris, und Claude Brulart. Ihre Kinder sind:
- Achille (III.) (* 1. August 1639, † 23. Juli 1712), Chevalier, Comte de Beaumont, Seigneur de Grosbois-Sauny et de Dollot, Conseiller du Roi au Parlement (1657–1667), Procureur général (1667–1689), Premier président du Parlement de Paris (1689–1707), bestattet in Beaumont; ⚭ 12. Dezember 1667 Anne-Madeleine de Lamoignon (* 14. April 1649; † 8. Oktober 1671[1] auf Schloss Stains, bestattet in Saint-Eustache in Paris, Tochter von Guillaume de Lamoignon, Premier président du Parlement de Paris, Marquis de Basville, und Madeleine Potier de Blancmesnil d’Ocquerre
- Pomponne († jung), Seigneur de Dollot
- Achille († jung)
- Pomponne (* um 1648; † 28. März 1670 im Alter von 22 Jahren)
- Marie († 29. August 1709); ⚭ 17. Februar 1663 François le Bouteiller de Senlis, Marquis de Moucy, Maréchal de camp (X 29. August 1709 in Flandern)
- Magdelène, Anne, Elisabeth und Geneviève, geistlich